# Булсатком
„Булсатком“ ЕООД е българска компания, телекомуникационен оператор, съществувала в периода 2000 – 2024 година.
Създадена е през 2000 година като първия доставчик в България на сателитна цифрова телевизия от Пламен Генчев и Максим Заяков.
От 2009 г. операторът започва изграждане на Интернет мрежа. До 2012 г. е закупил мрежите на над 15 регионални оператора в страната. Компанията бързо набира популярност и e 2-ра по брой абонати в България след кабелния Blizoo.
От 2012 г. по решение на Комисията за регулиране на съобщенията „Булсатком“ има право да ползва радиочестотен ресурс за мобилни и Интернет услуги.
„Булсатком“ чрез дъщерната си фирма „Розенфелд и Ко АД“ (преди „БГ САТ АД“) притежава групата канали TV+, F+ (HD), Film+ (HD), Sport + (HD), Action+, Cinema+, Comedy+ и Отблизо ТВ.
На 23 юни 2017 г. компанията „България Сат“ ЕАД – собственост по това време на двама от акционерите на „Булсатком“, изстрелва първия български геостационарен телекомуникационен спътник – „BulgariaSat-1“, за построяването на който е сключен договор с американската компания Space Systems/Loral. Изстрелването на геостационарна орбита става с ракета Falcon 9 на SpaceX
От есента на 2017 г. „Булсатком“ смята да използва също и спътника Hellas Sat 3, наред с HellasSat 2. Фирмата планира да продължи да използва тези 2 спътника в продължение поне на 3 години съвместно с „BulgariaSat-1“, което не успява да се случи. Още преди изстрелването на българския сателит двете компании са сключили дългосрочен договор за ползване на сателита. В крайна сметка обаче операторът решава да продължи да работи с досегашния си доставчик Hellas Sat.
По официални данни на КРС за 2017 г. „Булсатком“ има около 625 хил. абонати на тв услуги и 130 хил. на фиксиран интернет. Въпреки това предприятието е в лошо финансово състояние със значителни задължения, като се разглеждат различни възможности за неговото преструктуриране, включително чрез сливане с телефонния оператор „Виваком“. През 2019 година в „Булсатком“ се включват нови инвеститори и през следващата година започва цялостна реорганизация, целяща да подобри финансовото му състояние. През есента на 2022 г. „Булсатком“ става собственост на Спас Русев, бивш собственик на „Виваком“, след като офертата му е избрана от кредиторите на компанията през тази на PPF Group, а основателят на „Булсатком“ прави неуспешни опити да оспори сделката. Русев купува оператора през свързаното дружество „Вива корпорейт България“, създадено през април 2021 г., чийто собственик е основаната от него пет години по-рано и регистрирана в Люксембург фирма Viva Corporate.
На 10 юли 2024 г. „Булсатком“ е окончателно закрита и присъединена към „Виваком България“.